# Civilization (sång)
Civilization (Bongo, Bongo, Bongo) är en amerikansk sång skriven 1947 av Carl Sigman och Bob Hillard, vilken senare ingick i broadwaymusikalen Angel in the Wings, där den sjöngs av Elaine Stritch. Den är mest känd genom inspelningar samma år av Andrews Sisters med Danny Kaye (låg tio veckor på Billboard, trea som bäst) och av Louis Prima (åtta veckor på Billboard och åtta som bäst). Bland nordiska artister som spelat in låten märks Svend Asmussen, Brita Borg och Kai Mortensen. En finsk översättning, "Bingo bango bongo" av Tapio Lahtinen, har spelats in av, bland andra, Lasse Mårtenson. Låten (kallad "Bongo, bongo, bongo (Civilisation)") gavs svensk text av Gösta Rybrant 1948 och den spelades in samma år av Sven Arefeldt.
Louis Primas version användes i filmen Lolita av Adrian Lyne 1997.
Både Svend Asmussens och Sven Arefeldts inspelningar var fram till 2001 musikminnesmärkta av Sveriges Radio.
Texten kanske inte upplevs som "politiskt korrekt" i rasfrågor numera, men är egentligen en satir över den "moderna civilisationen" (skriven i USA 1947!).